# Campeonato Africano de Lucha de 2014
El Campeonato Africano de Lucha se celebró en Túnez (Túnez) entre el 28 y el 30 de marzo de 2015 bajo la organización de la Federación Internacional de Luchas Asociadas (FILA).

## Resultados

### Lucha grecorromana masculina
| Evento | Oro                                 | Plata                           | Bronce                                                                            |
| ------ | ----------------------------------- | ------------------------------- | --------------------------------------------------------------------------------- |
| 59 kg  | Haithem Mahmoud · Egipto            | Fouad Fajari Marruecos          | Bilel Ben Brih Argelia ----                                                       |
| 66 kg  | Tarek Aziz Benaissa Argelia         | Yassine Ben Nasser Túnez        | Sayed Abdelmoneim · Egipto · Noelle Therencia Mbouma Mandzo · República del Congo |
| 71 kg  | Akram Boudjemline Argelia           | Hakim Trabelsi Túnez            | Ayad Ibrahim · Egipto · Borcel Boukaka · República del Congo                      |
| 75 kg  | Zied Ayet Ikram Marruecos           | Abdelkrim Ouakali Argelia       | Abdulai Salam Sierra Leona ----                                                   |
| 80 kg  | Mohamed Mostafa · Egipto            | Iskander Missaoui Mohamed Túnez | Adem Boudjemline Argelia ----                                                     |
| 85 kg  | Haykel Achouri Túnez                | Mohamed Aly Zaghloul · Egipto   | Hamza Boumadiene Marruecos ----                                                   |
| 98 kg  | Ahmed Mohamed Ibrahim Saad · Egipto | Hassine Ayari Túnez             | Djackna Malick Chad ----                                                          |
| 130 kg | Radhouane Chebbi Túnez              | Anas El-Mbker Marruecos         | Basile Dieudonnie Chad ----                                                       |

### Lucha libre masculina
| Evento | Oro                           | Plata                                  | Bronce                                                       |
| ------ | ----------------------------- | -------------------------------------- | ------------------------------------------------------------ |
| 57 kg  | Ebikweminmo Welson Nigeria    | Abdelhak Kherbache Argelia             | Arnaud Essindi Sengui Camerún Mathlouthi Chedly Túnez        |
| 61 kg  | Jean Bernard Diatta Senegal   | Haithem Ben Alayech Túnez              | Marno Plaatjies · Sudáfrica · Abdelaziz Ahmed Saied · Egipto |
| 65 kg  | Nasrallah Lalouche Argelia    | Mahatia Tinahy Razafimahova Madagascar | Tengoh Alain Mbegham Camerún Maher Ghanmi Túnez              |
| 70 kg  | Ayad Ibrahim · Egipto         | Ali Ayari Túnez                        | Quintino Intipe Guinea-Bisáu Mohamed Boudraa Argelia         |
| 74 kg  | Augusto Midana Guinea-Bisáu   | Gerald Meyer Sudáfrica                 | Borhane Ayachi Túnez Camara Bassizou Senegal                 |
| 86 kg  | Mohamed Aly Zaghloul · Egipto | Mohamed Riad Louafi Argelia            | Armando Hietbrink Sudáfrica Agala Opukiri Nigeria            |
| 97 kg  | Soso Tamaru Nigeria           | Mohamed Saadawi Túnez                  | Elounes Bouzid Argelia Angula Matheus Shikongo Namibia       |
| 125 kg | Slim Trabelsi Túnez           | Ahmed Mohamed Ibrahim Saad · Egipto    | Fayne Thiaka Senegal Sinivie Boltic Nigeria                  |

### Lucha libre femenina
| Evento | Oro                        | Plata                                | Bronce                                                      |
| ------ | -------------------------- | ------------------------------------ | ----------------------------------------------------------- |
| 48 kg  | Maroi Mezien Túnez         | Rebecca Muambo Camerún               | Nahamie Sambou Senegal ----                                 |
| 53 kg  | Isabelle Sambou Senegal    | Odunayo Adekuoroye Nigeria           | Selma Jemaii Túnez ----                                     |
| 55 kg  | Marwa Amri Túnez           | Makanjuola Bisola Nigeria            | Joseph Essombe Taiko Camerún ----                           |
| 58 kg  | Hela Riabi Túnez           | Safietou Goudiaby Senegal            | Patience Opuene Nigeria Edwige Ngono Eyia Camerún           |
| 60 kg  | Aminat Adeniyi Nigeria     | Anta Sambou Senegal                  | Rim Ayari Túnez                                             |
| 63 kg  | Blessing Oborududu Nigeria | Blandine Metala Camerún              | Jacira Francisco Mendoca Guinea-Bisáu Binta Senghor Senegal |
| 69 kg  | Enas Mostafa · Egipto      | Angele Tomo Camerún                  | Ifeoma Iheanacho Nigeria ----                               |
| 75 kg  | Laure Ali Camerún          | Hajaratu Mariama Kamara Sierra Leona | Ahmat Fatime · Chad · Nadia Antar · Egipto                  |